# Oreochromis spilurus
Oreochromis spilurus är en fiskart som först beskrevs av Günther, 1894.  Oreochromis spilurus ingår i släktet Oreochromis och familjen Cichlidae.

## Underarter
Arten delas in i följande underarter:
- O. s. niger
- O. s. spilurus
- O. s. percivali